# Во льо Виконт
Дворец Во-льо-Виконт във френския град Менси, край гр. Мелюн в департамент Сен е Марн (регион Ил дьо Франс) и неговият парк са създадени между 1656 – 1661 г. по инициатива на френския финансов министър Никола Фуке от архитекта Луи Льо Во и архитекта на градини и паркове Андре Льо Нотър в стила на бароковия класицизъм. Интериорът е проектиран от художника Шарл Льобрюн, който възлага изработката на Пиер Миняр и Пиер Пудже.

## История
Общо три села трябвало да отстъпят мястото си за строежа на комплекса, който освен градината включвал и обширен парк. На 17 август 1661 г. финансовият министър Никола Фуке организира пищен фестивал с 6000 избрани гости в чест на крал Луи XIV, който пристигнал директно от своя дворец Фонтенбло. В допълнение към разточителната инсценировка на тържествата в двореца и парка (организирани в частност от известния Франсоа Вател), Фуке бил особено впечатлен и привлечен от пищния интериор и масивната златна посуда. Цялата сграда била обзаведена със скъп брокат, огледала и мраморни маси с позлатени крака. Кралят, чиито различни дворци във и около Париж не са имали нищо съпоставимо на иновативната концепция на Во-льо-Виконт, е раздразнен от публичното излагане на показ на богатството на Фуке, което задълбочило още повече лошото му мнение за Фуке. Три седмици след тази пищна церемония по случай откриването на двореца, на 5 септември 1661 г. кралят разпорежда арестуването на Фуке, понеже присвоил държавни средства и построил крепост без съгласието на краля, което според краля представлява опасност за държавата. По-късно от „аферата Фуке“ се развива легендата, че Луи XIV арестувал финансовия министър от завист относно Во-ле-Виконт. Това обаче е малко вероятно, тъй като отстраняването от длъжност и арестуването на Фуке отдавна са били решени още през август 1661 г. Тази легенда обаче спомага красотата на двореца да стане безсмъртна и не само в историята на изкуството. Днес един от рекламните слогани на дворцовия комплекс Во-льо-Виконт е: Замъкът, който предизвика завистта на Краля Слънце.
Още през същата година Луи XIV разпорежда тримата творци на Во-ле-Виконт (Льо Во, Льо Брун и Льо Нотр) да преустроят и разширят тогава все още малкият ловен дворец „Версай“. Во-ле-Виконт е продаден през 1704 г. от семейство Фуке на Клод-Луи-Хектор дьо Вилар, френски генерал и герой на Войната за испанското наследство, и преименуван на Во-Виларс. Малко след това Луи XIV издига Во в херцогство, като награда за заслугите на собственика му.
Много преди да започне строителството, Фуке придобива първите парцели земя за застрояване още през февруари 1641 г. и едва през 1656 г. успява да събере всички необходими парцели за осъществяване на проекта. Строителната площ се простира на хълмиста площ от 500 хектара, която била пресичана от малки ручеи. Льо Во вероятно е започнал да проектира замъка през 1655 г.; строителството е започнало на 26 февруари 1656 г., основите са завършени през август 1656.

### Груб строеж и разширяване
Грубият строеж на дворцовия комплекс е завършен през септември 1657 г., Льо Брун започва да рисува фреските през септември 1658 г. Льо Нотр вероятно започва да планира обширния градински комплекс около 1656 г., който трябвал да съблюдава изискванията на ландшафта (потоци, хълмист терен).

### Други собственици
След смъртта на Фуке в затвора през 1680 г., дворецът попада във владение на маршал Клод-Луи-Хектор дьо Вилар през 1701 г., а през 1875 г. е купен от индустриалеца Алфред Сомие, който възстановява порутените градини и обновява двореца до 1893 г. През 1911 г. потомъкът му Едме Сомие е извършил нов ремонт. Между 1939 г. и 1942 г. дворецът е бил окупиран от германски нацистки войски. Замъкът, който все още е частна собственост и принадлежи на бившите херцози де Вогюз, е отворен за обществеността от 1968 година насам.

## Цялостен комплекс
Во-льо-Виконт превъзхожда всички дворци и градини, познати дотогава във Франция, по отношение на пищността и последователността на дизайна. Никога преди парадният вход, вътрешните дворовете и стопанските постройки, самият жилищен корпус и градината не са били подложени на толкова строг, всеобхватен порядък. Цялата система е структурирана йерархично, симетрично и аксиално. От северната страна една петолъчка с подчертана централна ос събира пространствените сили и ги отвежда до предния двор и парадния двор. Тъй като някога прозорците и вратите в централния участък на жилищната сграда били отворени, можело още по-добре да се проследи хода на централната ос, минаваща през сградата и стигаща до симетрично разположената градина, където тя, прекосявайки партерите с обграждащите ги боскети, отвежда чак в далечната горска зона.
Целият комплекс се състои от три зони, които са тясно свързани помежду си: предните дворове и фасадата на двореца, интериорната архитектура и обзавеждане, както и разпростиращият се градински комплекс зад двореца.

## Преден двор и стопански сгради
Вдясно и вляво от предния двор на замъка (на френски: Avant-cour) са разположени – погледнати отвън симетрични – стопански сгради (на френски: Communs): конюшни, квартири за слуги и параклисът на двореца. За разлика от централния жилищен корпус на двореца (на френски: Corps de Logis), архитектурата им има тухлени повърхности. Докато източният комплекс не е достъпен за посетители днес, то в западния комплекс се намира музей на каретите и център за посетители с магазин и ресторант.

## Жилищен корпус
Жилищният корпус на двореца (на френски: Corps de Logis) е заобиколен от водни ровове като че ли е замък, те обаче нямат военно значение тук, но присъствието им трябва да се тълкува като символ на чест и достойнството. Същото се отнася и за наподобяващите кули павилиони със скатни покриви в ъглите. Павилионите са структурирани отвън от йонийски колосален ордер с пиластри, които обхващат двата етажа – подчертано старомодно по отношение на неправилното оформяне на двуосни фасади откъм двора и надлъж тесните страни. Един елемент, заимстван от храмовата архитектура, е напречно-овалният централен павилион от страната на градината, чийто куполен покрив е увенчан с фенер. Външния вид на сградата е декориран с бюстове и хералдичното животно на династията Фуке – катерица.
Във вътрешността на двореца стенните декорации са запазени до голяма степен, но поради многобройните смени на собствениците му липсват оригиналните мебели. Днешният интериор е модерна музейна презентация. Впечатляваща е стаята, предназначена за краля (на френски: Chambre du roi). Дворецът съдържа първата трапезария във Франция, която е била изрично планирана и използвана като такава.

## Градина
Градинския комплекс обхваща 73 хектара площ и е проектиран от Андре Льо Нотр във френски стил; счита се за първата барокова градина на Франция. Тук се ражда основната идея за проектирането на градините на Версайския дворец.
Дворецът и градината са тясно свързани; в градината цари строг геометричен ред. Изхождайки от двореца, до градината се стига преминавайки през широко стълбище към мост над водния ров, заобикалящ двореца, и се стига до бродиран партер, който представлява началото на градината. Една голям алея, оградена от водни канделабри, образува основната ос на градината. Тя завършва до воден басейн и стена с аркади. Геометричното разположение е поразително: напречните басейни не могат да се видят от терасата на двореца, но се появяват внезапно, сякаш с магия, когато човек се разхожда през различните нива на парка. Ясно изразени са зрителните оси, които тръгват от двореца или от определени точки в парка и преминават през целия комплекс и околните паркови гори.
Покрай един воден басейн са разположени скулптурни олицетворения на реките Тибър и Анкел. Едно малко езерце с риби в него играе ролята на огледало, в което се отразява целия дворец. Най-отдалечената точка от двореца в пределите на комплекса е един хълм със статуя на Херкулес Фарнезе, от който се вижда почти целия комплекс.
В определени дни през лятото в градината се пускат в експлоатация водоскоците, които са запазени в оригиналния им вид и които се задвижват от басейн със събрана дъждовна вода изцяло чрез силата на гравитацията.

## Дворецът днес
Замъкът днес е собственост на аристократичното семейство де Вогю (на френски: de Vogüé) и е отворен за посетители през летните месеци. Особено събитие са т. нар. „посещения на свещи“ (на френски: Visites aux chandelles), когато в определени вечери дворецът и паркът са осветени от светлината на 2000 свещи. Посетители, които желаят да опознаят парка, могат да наемат голф количка срещу заплащане.
Също си заслужава да се види „Музеят на каретите“ с реставрирани или пресъздадени немоторизирани превозни средства.
Вътрешните помещения са обзаведени предимно в стила от времето на строежа на двореца. Почти единствени по рода си за Франция са възможността за посещение на покривната конструкция на купола, както и достъпът до увенчаващия фенер на покрива на двореца (срещу заплащане). За обиколка на целия комплекс трябва да се предвидят поне три часа.
Дворецът Во-льо-Виконт често се използва като снимачна площадка, например в „Джеймс Бонд – Муунрейкър“, „Професионалистът“ или в по-новата екранизация на „Желязната маска“.
Около 300.000 посетители идват всяка година, които допринасят чрез закупуването на билети и мърчандайзинг продукти за около 70% от бюджетните разходи на стойност 1,3 милиона евро. От тях 52% се изразходват за градините и 36% за сградите, които са поддържани от 81 служителя.
От 1996 г. дворецът е във френския списък с предложения за одобряване за световното наследство на ЮНЕСКО.

## Местоположение
Дворецът е разположен на 55 км югоизточно от Париж и до него може да се стигне с автомобил (автомагистрала A6 в посока Фонтенбло до Мелун, от там 6 км през D636 и D215 до двореца). Железопътна връзка на с влак тип „Transilien“ (влакове между Париж и предградията му), линия P (в посока Провинс), от парижката гара „Gare de l'Est“ до гр. Верней-л'Етан (Verneuil l'Etang), оттам таксита и автобуси отиват до двореца. Между 31.03 и 31.10 (без вторниците) има и директна автобусна връзка от центъра на Париж и обратно. Автобусът може да бъде резервиран на уебсайта на двореца.

## Любопитно
„Champ d'Or“ е сграда, наподобяваща дворец, на тридесет мили северно от гр. Далас в САЩ, която прилича на двореца Во-ле-Виконт.
На 20 септември 2019 става известен състоял се в двореца грабеж, при който собствениците на двореца са били завързани, a причините щети възлизат според прокуратурата на около два милиона евро.